# Breeders' Cup
De Breeders' Cup is een jaarlijks evenement bestaande uit een serie van Groep 1-paardenraces. Van 1984 tot 2006 was het een eendaags evenement. Vanaf 2007 bestaat het evenement uit twee dagen. De locatie van het evenement verandert elk jaar. Alle locaties waren in de Verenigde Staten, behalve in 1996 toen het op Woodbine Racetrack in Canada werd gehouden.
Het evenement wordt georganiseerd als jaarlijkse afsluiting van het Noord-Amerikaanse raceseizoen. Maar het evenement trekt ook paarden uit andere continenten, voornamelijk Europa. 
In 1982 is het evenement bedacht en opgericht door John R. Gaines, een van de bekendste renpaardeneigenaren in Amerika. De tweede dag van de Breeders' Cup staat bekend als de dag waarop het meeste prijzengeld vergeven wordt in welke sport dan ook. In 2007 was er op deze dag $ 23 miljoen dollar aan prijzengeld aanwezig.
| Racenaam              | Sponsor          | Afstand/Ondergrond             | Voorwaarden                          | Prijzengeld |
| --------------------- | ---------------- | ------------------------------ | ------------------------------------ | ----------- |
| Turf Sprint           |                  | Verschillende afstanden - turf | 3-jarige & ouder                     | $1 miljoen  |
| Juvenile Fillies Turf |                  | 1 mijl - turf                  | 2-jarige                             | $1 miljoen  |
| Dirt Marathon         |                  | 1,5 mijl – dirt                | 3-jarige en ouder                    | $500,000    |
| Filly & Mare Sprint   |                  | 1408 meter - dirt              | 3-jarige en oudere                   | $1 miljoen  |
| Juvenile Turf         |                  | 1 mijl - turf                  | 2-jarige                             | $1 miljoen  |
| Dirt Mile             |                  | 1 mijl - dirt                  | 3-jarige en ouder                    | $1 miljoen  |
| Juvenile Fillies      | Grey Goose Vodka | 1 1/16 mijl - dirt             | 2-jarige merries                     | $2 miljoen  |
| Juvenile              | Bessemer Trust   | 1 1/16 mijl - dirt             | 2-jarige                             | $2 miljoen  |
| Filly & Mare Turf     | Emirates Airline | 1¼ mijl - turf                 | Vrouwelijke paarden                  | $2 miljoen  |
| Sprint                | TVG Network      | 1207 meter - dirt              | Ouder dan 3 jaar                     | $2 miljoen  |
| Mile                  | NetJets          | 1 mijl - turf                  | Ouder dan 3 jaar                     | $2 miljoen  |
| Distaff               | Emirates Airline | 1⅛ mijl - dirt                 | Vrouwelijke paarden ouder dan 3 jaar | $2 miljoen  |
| Turf                  | John Deere       | 1½ mijl - turf                 | Ouder dan 3 jaar                     | $3 miljoen  |
| Classic               | Dodge            | 1¼ mijl - dirt                 | Ouder dan 3 jaar                     | $5 miljoen  |

## Locaties
Het evenement werd de afgelopen jaren gehouden op:
- 2008 - Santa Anita Park
- 2007 - Monmouth Park
- 2006 - Churchill Downs
- 2005 - Belmont Park
- 2004 - Lone Star Park
- 2003 - Santa Anita Park
- 2002 - Arlington Park
- 2001 - Belmont Park
- 2000 - Churchill Downs
- 1999 - Gulfstream Park
- 1998 - Churchill Downs
- 1997 - Hollywood Park Racetrack
- 1996 - Woodbine Racetrack
- 1995 - Belmont Park
- 1994 - Churchill Downs
- 1993 - Santa Anita Park
- 1992 - Gulfstream Park
- 1991 - Churchill Downs
- 1990 - Belmont Park
- 1989 - Gulfstream Park
- 1988 - Churchill Downs
- 1987 - Hollywood Park Racetrack
- 1986 - Santa Anita Park
- 1985 - Aqueduct Racetrack
- 1984 - Hollywood Park Racetrack